# Giant Killing
Giant Killing (jap. ジャイアントキリング Jaiantokiringu) – manga autorstwa Masayi Tsunamoto i wyprodukowany przez Studio Deen dwudziestosześcioodcinkowy serial anime na jej podstawie. Tytuł wywodzi się z terminologii sportowej i oznacza on pokonanie potężnego rywala przez znacznie słabszy zespół. Seria zdobyła nagrodę w kategorii general 34 edycji Kodansha Manga Awards.

## Opis fabuły
Bohaterami serii są piłkarze klubu East Tokyo United i ich trener Takeshi Tatsumi, szkoleniowiec, który zadziwił całą Anglię prowadząc mały amatorski zespół, grający na równi z zawodowcami z Premiership w rozgrywkach FA Cup. Sukcesy Tatsumiego skłaniają władze ETU do powierzenia stanowiska trenera zespołu właśnie Tatsumiemu, który jako piłkarz był ikoną klubu.

## Ekipa
- Reżyseria – Yū Kō
- Kompozycja serialu – Toshifumi Kawase
- Muzyka – Hideharu Mori
- Oryginalna koncepcja – Masaya Tsunamoto
- Twórca oryginału – Tsujitomo
- Projekt postaci – Tetsuya Kumatani

## Seiyū(obsada)
- Takeshi Tatsumi – Tomokazu Seki
- Luigi Yoshida – Daisuke Ono
- Yuri Nagata – Masumi Asano
- Shigeyuki Murakoshi – Ryotaro Okiayu
- Daisuke Tsubaki – Takahiro Mizushima
- Kōsei Gotō – Tokuyoshi Kawashima